# Evento ligado a la extinción

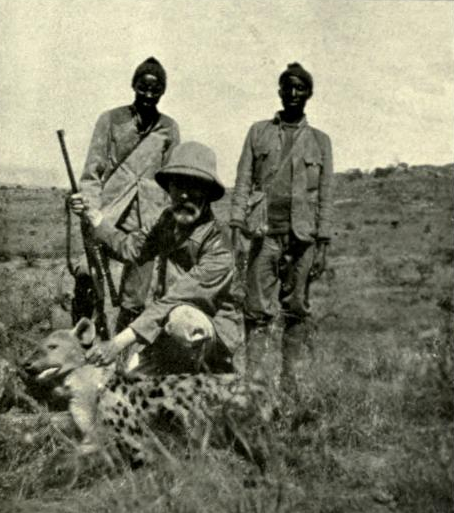
Imagen de caza en África, 1908. Aunque los ELE se asocian con meteoritos, la llegada de los seres humanos a distintas zonas del Planeta fueron eventos que produjeron la extinción de varias especies.

Un evento ligado a la extinción (ELE) es un suceso puntual e inesperado que provoca la desaparición de una o más especies, ya sea por su acción directa o por los efectos causados. En ocasiones se traduce incorrectamente por evento a nivel de extinción, del inglés «Extinction-Level Event».
Un evento ligado a la extinción suele asociarse a extinciones masivas, debido a la influencia del cine y la literatura fantástica, pero no necesariamente acarrea consecuencias tan dramáticas para la Vida.

## Tipos de eventos
Se han apuntado mucho eventos a lo largo de los años para explicar las extinciones de una o varias especies. Entre los más aceptados se pueden enumerar:
1. Mutaciones: el surgimiento de un nuevo patógeno por mutación puede provocar epidemias o pandemias especialmente virulentas, hasta el punto de terminar con determinados endemismos.
2. Llegada de nuevas especies: se han documentado numerosos casos de extinción ligados a la llegada de una nueva especie que compite con mejores armas contra otra ya existente. Sería el caso del dodo, la paloma migratoria americana, el lobo de Tasmania y tantos otros que no pudieron adaptarse a la llegada de los colonos europeos y la nueva fauna que llevaron.
3. Cambios en el nivel del mar: debido al movimiento de las placas tectónicas, se sabe que numerosas tierras ahora bajo el agua, estuvieron emergidas anteriormente. Al inundarse o secarse el medio habitado por varias especies quedó destruido y con él sus fuentes de alimento.
4. Explosión de supernovas: una supernova distantes algunas decenas de años luz puede provocar un rayo gamma imposible de detener por la atmósfera de la Tierra, matando a multitud de organismos marinos y terrestres. Esta matanza produciría una bajada en el nivel de oxígeno disuelto en el agua y mezclado en el aire, una destrucción de las fuentes de alimentos en el inicio de la cadena trófica y la extinción directa de varias especies enteras a causa de la radiación.[2]
5. Cambios climáticos como el calentamiento global o una glaciación: la mejora o el empeoramiento de las condiciones climáticas puede provocar la llegada de nuevos competidores o la destrucción del hábitat existente hasta un nivel al que muchas especies no pueden adaptarse. Aunque se ha sospechado siempre de la intervención humana, muchas especies del Pleistoceno debieron desaparecer con el calentamiento global que vivió el Planeta tras la glaciación de Würm.
6. Caída de asteroides, meteoritos y cometas: dependiendo de su tamaño un impacto con estos cuerpos puede provocar desde la muerte de un endemismo, al ser destruido su ecosistema por el impacto, hasta una extinción masiva en los casos más grandes. Es uno de los eventos ligados a la extinción más espectaculares visualmente, un ejemplo es la extinción masiva del Cretácico-Paleógeno, la que extermino a los dinosaurios.[3]
7. Volcanes: erupciones volcánicas como la del Krakatoa o incluso mayores pueden volar por los aires una isla entera, con todas sus especies de fauna y flora, o incluso provocar las mayores extinciones del Planeta, como se supone que produjo una pluma mantélica en el periodo Pérmico y al fragmentarse Pangea en el Triásico-Jurásico.[4][5]

## E.L.E. en la ficción
Los eventos ligados a la extinción han sido tratados infinidad de veces en la literatura, el cine e incluso el teatro. Ya en la obra de Karel Čapek, R.U.R. (Robots Universales Rossum), la especie humana es exterminada por los brutos mecánicos de su creación; siendo este evento, la invención de máquinas pensantes, el que provoca la extinción de sus creadores.
Tras las investigaciones de Álvarez y colaboradores, han aparecido varias películas que utilizan el impacto de un meteorito contra la Tierra como fondo de la trama. En concreto la cinta Deep Impact coloca el término E.L.E. como protagonista de los primeros minutos del metraje, al confundirlo Jenny Lerner, personaje interpretado por Téa Leoni, con un nombre de mujer y atribuir las acciones del gobierno al encubrimiento de un escándalo sexual, cuando realmente se trataba de los preparativos para capear el daño que iba a producir el asteroide contra la superficie terrestre y evitar así una extinción de todas las formas de vida en el planeta.